# Záboří (České Budějovice-i járás)
Záboří település Csehországban, a České Budějovice-i járásban. Záboří Radošovice, Chvalovice, Nová Ves, Žabovřesky, Čakov, Jankov, Lhenice és Brloh településekkel határos. Lakosainak száma 367 fő (2024. január 1.).

## Népesség
A település lakosságának változását az alábbi diagram mutatja:
| Lakosok száma | 655  | 589  | 593  | 408  | 333  | 297  | 364  | 368  | 377  | 367  |
|               | 1869 | 1890 | 1921 | 1950 | 1980 | 2001 | 2017 | 2019 | 2022 | 2024 |